# Accepteur primaire d'électrons
Les électrons produits par les photosystèmes sont transportés par l'intermédiaire de chaines d'accepteurs d'électrons. Le premier de ces accepteurs est appelé accepteur primaire.
Après le photosystème II, le transport d'électrons commence par la phéophytine (accepteur primaire), passe par la plastoquinone, le cytochrome f et la plastocyanine et aboutit au photosystème I.
Après le photosystème I, le transport d'électrons commence par un chlorophylle A0 (accepteur primaire), passe par une quinone A1 puis par une série de ferrédoxines et aboutit à une NADP+ réductase.